# جيمس كرشتون
جيمس كرشتون (بالإنجليزية: James Crichton)‏ هو عسكري نيوزيلندي، ولد في 15 يوليو 1879 في Carrickfergus ‏ في المملكة المتحدة، وتوفي في 25 سبتمبر 1961 في تاكابونا ‏ في نيوزيلندا.